# Карл Молден
Карл Молден (англ. Karl Malden, уроджений Младен Джьордже Секулович, (серб. Младен Ђорђе Секуловић); 22 березня 1912, Чикаго — 1 липня 2009, Лос-Анджелес) — американський актор, володар премій «Оскар» та «Еммі».

## Біографія
Його батько (Петро Секулович) працював на сталеплавильних заводах та молочником. Петро Секулович захоплювався музикою, тому організував Сербську співочу федерацію, об'єднавши хорові колективи іммігрантів у Сполучених Штатах. Також батько викладав та навчав Младена акторського гри. Його матір (Мінні Секулович нар. Себера) була чеською актрисою. Младен вільно володів сербською мовою.
Був популярний в старшій школі та грав у баскетбол (Згідно з його автобіографією, Младен двічі зламав ніс під час гри, вдаривши лікті в обличчя, і в результаті отримав його фірмовий ніс). Закінчивши середню школу Емерсона в 1931 році з високими оцінками, він ненадовго планував виїхати з Гері до Арканзасу, де сподівався виграти спортивну стипендію, але чиновники коледжу не прийняли його через відмову займатися будь-яким видом спорту, окрім баскетболу. З 1931 по 1934 рік працював на металургійних заводах, як і його батько.
Своє справжнє ім'я Младен Секулович він змінив на Карл Мадлен у віці 22, через рекомендації Еліа Казан, той погодився з ним, але неодноразово шкодував про це.

## Смерть
Малден помер у своєму будинку в Лос-Анджелесі 1 липня 2009 року у віці 97 років. Повідомлялося, що він був у поганому стані здоров'я протягом кількох років.

## Кар'єра
За свою кар'єру, яка тривала понад 70 років знявся в близько 70 стрічках.

## Фільмографія
| Рік  |    | Українська назва                     | Оригінальна назва                    | Роль |
| ---- | -- | ------------------------------------ | ------------------------------------ | ---- |
| 1936 | ф  | Charlie Chan at the Opera            | Charlie Chan at the Opera            |      |
| 1940 | ф  | They Knew What They Wanted           | They Knew What They Wanted           |      |
| 1944 | ф  | Winged Victory                       | Winged Victory                       |      |
| 1947 | ф  | Поцілунок смерті                     | Kiss of Death                        |      |
| 1947 | ф  | 13 Rue Madeleine                     | 13 Rue Madeleine                     |      |
| 1947 | ф  | Boomerang                            | Boomerang                            |      |
| 1950 | ф  | The Gunfighter                       | The Gunfighter                       |      |
| 1950 | ф  | Where the Sidewalk Ends              | Where the Sidewalk Ends              |      |
| 1951 | ф  | Трамвай «Бажання»                    | A Streetcar Named Desire             |      |
| 1951 | ф  | Halls of Montezuma                   | Halls of Montezuma                   |      |
| 1952 | ф  | Diplomatic Courier                   | Diplomatic Courier                   |      |
| 1952 | ф  | Ruby Gentry                          | Ruby Gentry                          |      |
| 1953 | ф  | Я сповідаюся                         | I Confess                            |      |
| 1953 | ф  | Take the High Ground!                | Take the High Ground!                |      |
| 1954 | ф  | У порту                              | On the Waterfront                    |      |
| 1954 | ф  | Phantom of the Rue Morgue            | Phantom of the Rue Morgue            |      |
| 1956 | ф  | Baby Doll                            | Baby Doll                            |      |
| 1957 | ф  | Fear Strikes Out                     | Fear Strikes Out                     |      |
| 1957 | ф  | Bombers B-52                         | Bombers B-52                         |      |
| 1959 | ф  | The Hanging Tree                     | The Hanging Tree                     |      |
| 1960 | ф  | Поліанна (фільм)                     | Pollyanna                            |      |
| 1961 | ф  | One-Eyed Jacks                       | One-Eyed Jacks                       |      |
| 1961 | ф  | The Great Impostor                   | The Great Impostor                   |      |
| 1961 | ф  | Перріш (фільм, 1961)                 | Parrish                              |      |
| 1962 | ф  | Птахолов з Алькатраса                | Birdman of Alcatraz                  |      |
| 1962 | ф  | Як підкорили Захід                   | How the West Was Won                 |      |
| 1962 | ф  | All Fall Down                        | All Fall Down                        |      |
| 1962 | ф  | Gypsy                                | Gypsy                                |      |
| 1963 | ф  | Come Fly with Me                     | Come Fly with Me                     |      |
| 1964 | ф  | Cheyenne Autumn                      | Cheyenne Autumn                      |      |
| 1964 | ф  | Dead Ringer (фільм)                  | Dead Ringer                          |      |
| 1965 | ф  | The Cincinnati Kid                   | The Cincinnati Kid                   |      |
| 1966 | ф  | Murderers' Row                       | Murderers' Row                       |      |
| 1966 | ф  | Nevada Smith                         | Nevada Smith                         |      |
| 1967 | ф  | Billion Dollar Brain                 | Billion Dollar Brain                 |      |
| 1967 | ф  | Hotel                                | Hotel                                |      |
| 1967 | ф  | The Adventures of Bullwhip Griffin   | The Adventures of Bullwhip Griffin   |      |
| 1968 | ф  | Hot Millions                         | Hot Millions                         |      |
| 1968 | ф  | Blue (фільм)                         | Blue                                 |      |
| 1970 | ф  | Паттон                               | Patton                               |      |
| 1971 | ф  | The Cat o' Nine Tails                | The Cat o' Nine Tails                |      |
| 1971 | ф  | Wild Rovers                          | Wild Rovers                          |      |
| 1972 | ф  | The Summertime Killer                | The Summertime Killer                |      |
| 1979 | ф  | Beyond the Poseidon Adventure        | Beyond the Poseidon Adventure        |      |
| 1979 | ф  | Meteor                               | Meteor                               |      |
| 1981 | тф | Miracle on Ice                       | Miracle on Ice                       |      |
| 1981 | тф | Word of Honor                        | Word of Honor                        |      |
| 1982 | ф  | Twilight Time (фільм)                | Twilight Time                        |      |
| 1983 | ф  | The Sting II                         | The Sting II                         |      |
| 1986 | ф  | Billy Galvin                         | Billy Galvin                         |      |
| 1987 | ф  | Чокнуті                              | Nuts                                 |      |
| 1989 | ф  | The Hijacking of the Achille Lauro   | The Hijacking of the Achille Lauro   |      |
| 1992 | тф | Back to the Streets of San Francisco | Back to the Streets of San Francisco |      |
| 2000 | ф  | Take This Sabbath Day                | Take This Sabbath Day                |      |